# Gran Premio de Macao
El Gran Premio de Macao es una carrera de automovilismo que se corre en el Circuito da Guia, cerca de la Colina da Guia, Macao (China). La carrera se celebra desde el año 1954, inicialmente con automóvil deportivos. Actualmente se corre con monoplazas de Fórmula 3, junto con numerosas carreras de soporte, como turismos, GT y motociclismo.
Entre los ganadores de la carrera de Fórmula 3 se encuentran los pilotos de Fórmula 1 Riccardo Patrese, Roberto Moreno, Ayrton Senna, Michael Schumacher, David Coulthard, Ralf Schumacher y Takuma Satō.
Desde 2016, al ganador del Gran Premio se le entrega la Copa Mundial de F3 de la FIA. En cuanto a las carreras soporte, la de turismos (llamada Carrera de Guía) suele ser una fecha puntuable del Campeonato Mundial de Turismos/Copa Mundial de Turismos y la de GT se denomina Copa Mundial de GT de la FIA. Por su parte, la carrera de motociclismo reúne a pilotos y máquinas de los distintos campeonatos de superbikes.

## Récords de vuelta en carrera
| Carrera                      | Récord      | Piloto      | Automóvil                  | Edición     |
| Desde 1993*                  | Desde 1993* | Desde 1993* | Desde 1993*                | Desde 1993* |
| Gran Premio                  | Gran Premio | Gran Premio | Gran Premio                | Gran Premio |
| ---------------------------- | ----------- | ----------- | -------------------------- | ----------- |
| Copa Mundial de F3 de la FIA | 2:04.997    | Jüri Vips   | Dallara F3 2019-Mecachrome | 2019        |

- * Año en el que se trasladó la línea de meta a su posición actual.

Vuelta más rápida en la historia
Ralph Firman dio en la edición de 2003 unas vueltas de demostración al trazado con el Fórmula 1 de Jordan Grand Prix de ese año, marcando como mejor tiempo un 1:55.714.

## Ganadores
| Año  | Gran Premio            | Gran Premio                   | Carreras soporte       | Carreras soporte         | Carreras soporte   | Carreras soporte      | Carreras soporte   | Carreras soporte          |
| Año  | Vehículos deportivos   | Vehículos deportivos          | Turismos               | Turismos                 | Motociclismo       | Motociclismo          | GT                 | GT                        |
| ---- | ---------------------- | ----------------------------- | ---------------------- | ------------------------ | ------------------ | --------------------- | ------------------ | ------------------------- |
| 1954 | Eddie Carvalho         | Triumph TR2                   |                        |                          |                    |                       |                    |                           |
| 1955 | Robert Ritchie         | Austin-Healey 100             |                        |                          |                    |                       |                    |                           |
| 1956 | Doug Steane            | Mercedes-Benz 190SL           |                        |                          |                    |                       |                    |                           |
| 1957 | Arthur Pateman         | Mercedes-Benz 300SL           |                        |                          |                    |                       |                    |                           |
| 1958 | Chan Lye Choun         | Aston Martin DB3S             |                        |                          |                    |                       |                    |                           |
| 1959 | Ron Hardwick           | Jaguar XKSS                   |                        |                          |                    |                       |                    |                           |
| 1960 | Martin Redfern         | Jaguar XKSS                   |                        |                          |                    |                       |                    |                           |
|      | Fórmula Libre          |                               |                        |                          |                    |                       |                    |                           |
| 1961 | Peter Heath            | Lotus 15-Climax               |                        |                          |                    |                       |                    |                           |
| 1962 | Arsenio Laurel         | Lotus 22-Ford                 |                        |                          |                    |                       |                    |                           |
| 1963 | Arsenio Laurel         | Lotus 22-Ford                 |                        |                          |                    |                       |                    |                           |
| 1964 | Albert Poon            | Lotus 23-Ford                 |                        |                          |                    |                       |                    |                           |
| 1965 | John MacDonald         | Lotus 18-Ford                 |                        |                          |                    |                       |                    |                           |
| 1966 | Mauro Bianchi          | Alpine-Renault T66            |                        |                          |                    |                       |                    |                           |
| 1967 | Tony Maw               | Lotus 20B-Ford                | Hiroshi Hasegawa       | Yamaha RD56              |                    |                       |                    |                           |
| 1968 | Jan Bussell            | McLaren M4C                   | Hiroshi Hasegawa       | Yamaha 250               |                    |                       |                    |                           |
| 1969 | Kevin Bartlett         | Mildren-Waggott               | John MacDonald         | Yamaha                   |                    |                       |                    |                           |
| 1970 | Dieter Quester         | BMW F270                      | Benny Hidajat          | Yamaha YSI               |                    |                       |                    |                           |
| 1971 | Jan Bussell            | McLaren M4C                   | Akiyasu Motohashi      | Yamaha                   |                    |                       |                    |                           |
| 1972 | John MacDonald         | Brabham BT36                  | John MacDonald         | Mini Cooper              | Ikujiro Takai      | Yamaha TR3            |                    |                           |
| 1973 | John MacDonald         | Brabham BT40                  | Peter Chow             | Toyota Celica            | Ken Araoka         | Suzuki RG500          |                    |                           |
|      | Fórmula Pacífic        |                               |                        |                          |                    |                       |                    |                           |
| 1974 | Vern Schuppan          | March 72B-Ford                | Nobuhide Tachi         | Toyota Celica            | Hiroyuki Kawasaki  | Yamaha                |                    |                           |
| 1975 | John MacDonald         | Ralt RT1-Ford                 | Nobuhide Tachi         | Toyota Celica            | Hideo Kanaya       | Yamaha                |                    |                           |
| 1976 | Vern Schuppan          | Ralt RT1-Ford                 | Herb Adamczyk          | Porsche 911 RS           | Chas Mortimer      | Yamaha                |                    |                           |
| 1977 | Riccardo Patrese       | Chevron B40-Ford              | Peter Chow             | Toyota Celica            | Mick Grant         | Kawasaki KR750        |                    |                           |
| 1978 | Riccardo Patrese       | Chevron B42-Ford              | Peter Chow             | Toyota Celica            | Sadao Asami        | Yamaha TZ750          |                    |                           |
| 1979 | Geoff Lees             | Ralt RT1-Ford                 | Herb Adamczyk          | Porsche 911 RSR          | Sadao Asami        | Yamaha TZ750          |                    |                           |
| 1980 | Geoff Lees             | Ralt RT1-Ford                 | Hans-Joachim Stuck     | BMW 320i                 | Sadao Asami        | Yamaha TZ750          |                    |                           |
| 1981 | Bob Earl               | Hayashi 200P-Toyota           | Manfred Winkelhock     | BMW 320i                 | Ron Haslam         | Honda RS1123          |                    |                           |
| 1982 | Roberto Moreno         | Ralt RT4-Ford                 | Helmut Greiner         | Porsche 911 RSR          | Ron Haslam         | Honda RS1123          |                    |                           |
|      | Fórmula 3              |                               |                        |                          |                    |                       |                    |                           |
| 1983 | Ayrton Senna           | Ralt RT3-Toyota               | Hans-Joachim Stuck     | BMW 635 CSI              | Ron Haslam         | Honda NS500           |                    |                           |
| 1984 | John Nielsen           | Ralt RT3-VW                   | Tom Walkinshaw         | Jaguar XJS               | Mick Grant         | Suzuki RGB500         |                    |                           |
| 1985 | Maurício Gugelmin      | Ralt RT30-VW                  | Gianfranco Brancatelli | Volvo 240 Turbo          | Ron Haslam         | Honda RS500           |                    |                           |
| 1986 | Andy Wallace           | Reynard 863-VW                | Johnny Cecotto         | BMW M3                   | Ron Haslam         | Elf Honda 500         |                    |                           |
| 1987 | Martin Donnelly        | Ralt RT31-Toyota              | Roberto Ravaglia       | BMW M3                   | Ron Haslam         | Roc Elf Honda 4       |                    |                           |
| 1988 | Enrico Bertaggia       | Dallara 388-Alfa Romeo        | Altfrid Heger          | BMW M3                   | Kevin Schwantz     | Suzuki RGV500         |                    |                           |
| 1989 | David Brabham          | Ralt RT33-VW                  | Tim Harvey             | Ford Sierra RS 500       | Robert Dunlop      | Honda RC30            |                    |                           |
| 1990 | Michael Schumacher     | Reynard 903-VW                | Masahiro Hasemi        | Nissan Skyline GT-R      | Steve Hislop       | Honda RC30            |                    |                           |
| 1991 | David Coulthard        | Ralt RT35-Honda               | Emanuele Pirro         | BMW M3 Evo               | Didier de Radiguès | Suzuki RGV500         |                    |                           |
| 1992 | Rickard Rydell         | TOM'S 032F-Toyota             | Emanuele Pirro         | BMW M3 Evo               | Carl Fogarty       | Yamaha 500            |                    |                           |
| 1993 | Jörg Müller            | Dallara 393-Fiat              | Charles Kwan           | BMW M3 Evo               | Steve Hislop       | Yamaha 500            |                    |                           |
| 1994 | Sascha Maassen         | Dallara F394-Opel             | Joachim Winkelhock     | BMW 318is                | Steve Hislop       | Yamaha 500            |                    |                           |
| 1995 | Ralf Schumacher        | Dallara F394-Opel             | Kelvin Burt            | Toyota Corona EXIV       | Mike Edwards       | Yamaha 500            |                    |                           |
| 1996 | Ralph Firman           | Dallara F396-Honda            | Frank Biela            | Audi A4 Quattro          | Philip McCallen    | Yamaha 500            |                    |                           |
| 1997 | Soheil Ayari           | Dallara F396-Opel             | Steve Soper            | BMW 320i                 | Andreas Hofmann    | Kawasaki ZXR-7        |                    |                           |
| 1998 | Peter Dumbreck         | Dallara F398-Toyota           | Joachim Winkelhock     | BMW 320i                 | Michael Rutter     | Honda RVF750 RC45     |                    |                           |
| 1999 | Darren Manning         | Dallara F399-Toyota           | Michael Bartels        | Audi A4 Quattro          | David Jefferies    | Yamaha YZF-R1         |                    |                           |
| 2000 | André Couto            | Dallara F399-Opel             | Patrick Huisman        | BMW 320i                 | Michael Rutter     | Yamaha YZF-R1         |                    |                           |
| 2001 | Takuma Satō            | Dallara F301-Honda            | Duncan Huisman         | BMW 320i                 | John McGuinness    | Honda CBR954RR        |                    |                           |
| 2002 | Tristan Gommendy       | Dallara F302-Renault          | Duncan Huisman         | BMW 320i                 | Michael Rutter     | Ducati 998            |                    |                           |
| 2003 | Nicolas Lapierre       | Dallara F302-Renault          | Duncan Huisman         | BMW 320i                 | Michael Rutter     | Ducati 998            |                    |                           |
| 2004 | Alexandre Prémat       | Dallara F304-Mercedes         | Jörg Müller            | BMW 320i                 | Michael Rutter     | Honda CBR1000RR       |                    |                           |
| 2005 | Lucas di Grassi        | Dallara F304-Mercedes         | Augusto Farfus Jr.     | Alfa Romeo 156           | Michael Rutter     | Honda CBR1000RR       |                    |                           |
| 2005 | Lucas di Grassi        | Dallara F304-Mercedes         | Duncan Huisman         | BMW 320i                 | Michael Rutter     | Honda CBR1000RR       |                    |                           |
| 2006 | Mike Conway            | Dallara F306-Mercedes         | Andy Priaulx           | BMW 320si                | Steve Plater       | Yamaha YZF-R1         |                    |                           |
| 2006 | Mike Conway            | Dallara F306-Mercedes         | Jörg Müller            | BMW 320si                | Steve Plater       | Yamaha YZF-R1         |                    |                           |
| 2007 | Oliver Jarvis          | Dallara F307-Toyota           | Alain Menu             | Chevrolet Lacetti        | Steve Plater       | Yamaha YZF-R1         |                    |                           |
| 2007 | Oliver Jarvis          | Dallara F307-Toyota           | Andy Priaulx           | BMW 320si                | Steve Plater       | Yamaha YZF-R1         |                    |                           |
| 2008 | Keisuke Kunimoto       | Dallara F308-Toyota           | Alain Menu             | Chevrolet Lacetti        | Steve Easton       | Honda CBR1000RR       | Darryl O'Young     | Porsche 997 GT3 Cup       |
| 2008 | Keisuke Kunimoto       | Dallara F308-Toyota           | Robert Huff            | Chevrolet Lacetti        | Steve Easton       | Honda CBR1000RR       | Darryl O'Young     | Porsche 997 GT3 Cup       |
| 2009 | Edoardo Mortara        | Dallara F308-Volkswagen       | Robert Huff            | Chevrolet Cruze          | Steve Easton       | Honda CBR1000RR       | Keita Sawa         | Lamborghini Gallardo GT3  |
| 2009 | Edoardo Mortara        | Dallara F308-Volkswagen       | Augusto Farfus Jr.     | BMW 320si                | Steve Easton       | Honda CBR1000RR       | Keita Sawa         | Lamborghini Gallardo GT3  |
| 2010 | Edoardo Mortara        | Dallara F308-Volkswagen       | Robert Huff            | Chevrolet Cruze          | Steve Easton       | Kawasaki Ninja ZX-10R | Keita Sawa         | Lamborghini Gallardo GT3  |
| 2010 | Edoardo Mortara        | Dallara F308-Volkswagen       | Norbert Michelisz      | Seat León TDI            | Steve Easton       | Kawasaki Ninja ZX-10R | Keita Sawa         | Lamborghini Gallardo GT3  |
| 2011 | Daniel Juncadella      | Dallara F308-Mercedes         | Robert Huff            | Chevrolet Cruze          | Michael Rutter     | Ducati 1098           | Edoardo Mortara    | Audi R8 LMS GT3           |
| 2011 | Daniel Juncadella      | Dallara F308-Mercedes         | Robert Huff            | Chevrolet Cruze          | Michael Rutter     | Ducati 1098           | Edoardo Mortara    | Audi R8 LMS GT3           |
| 2012 | António Félix da Costa | Dallara F312-Volkswagen       | Yvan Muller            | Chevrolet Cruze          | Michael Rutter     | Honda CBR1000RR       | Edoardo Mortara    | Audi R8 LMS GT3           |
| 2012 | António Félix da Costa | Dallara F312-Volkswagen       | Alain Menu             | Chevrolet Cruze          | Michael Rutter     | Honda CBR1000RR       | Edoardo Mortara    | Audi R8 LMS GT3           |
| 2013 | Alex Lynn              | Dallara F312-Mercedes         | Yvan Muller            | Chevrolet Cruze          | Ian Hutchinson     | Yamaha YZF-R1         | Edoardo Mortara    | Audi R8 LMS GT3           |
| 2013 | Alex Lynn              | Dallara F312-Mercedes         | Robert Huff            | SEAT León WTCC           | Ian Hutchinson     | Yamaha YZF-R1         | Edoardo Mortara    | Audi R8 LMS GT3           |
| 2014 | Felix Rosenqvist       | Dallara F312-Mercedes         | José María López       | Citroën C-Elysée WTCC    | Stuart Easton      | Kawasaki ZX-10R       | Maro Engel         | Mercedes-Benz SLS AMG GT3 |
| 2014 | Felix Rosenqvist       | Dallara F312-Mercedes         | Robert Huff            | Lada Granta WTCC         | Stuart Easton      | Kawasaki ZX-10R       | Maro Engel         | Mercedes-Benz SLS AMG GT3 |
| 2015 | Felix Rosenqvist       | Dallara F315-Mercedes         | Robert Huff            | Honda Civic TCR          | Peter Hickman      | BMW S1000RR           | Maro Engel         | Mercedes-Benz SLS AMG GT3 |
| 2015 | Felix Rosenqvist       | Dallara F315-Mercedes         | Stefano Comini         | SEAT León Cup Racer      | Peter Hickman      | BMW S1000RR           | Maro Engel         | Mercedes-Benz SLS AMG GT3 |
| 2016 | António Félix da Costa | Dallara F316-Volkswagen       | Stefano Comini         | Volkswagen Golf GTI TCR  | Martin Jessopp     | BMW S1000RR           | Laurens Vanthoor   | Audi R8 LMS               |
| 2016 | António Félix da Costa | Dallara F316-Volkswagen       | Tiago Monteiro         | Honda Civic TCR          | Martin Jessopp     | BMW S1000RR           | Laurens Vanthoor   | Audi R8 LMS               |
| 2017 | Dan Ticktum            | Dallara F317-Volkswagen       | Mehdi Bennani          | Citroën C-Elysée WTCC    | Glenn Irwin        | Ducati 1199RS         | Edoardo Mortara    | Mercedes-Benz AMG GT3     |
| 2017 | Dan Ticktum            | Dallara F317-Volkswagen       | Robert Huff            | Citroën C-Elysée WTCC    | Glenn Irwin        | Ducati 1199RS         | Edoardo Mortara    | Mercedes-Benz AMG GT3     |
| 2018 | Dan Ticktum            | Dallara F318-Volkswagen       | Jean-Karl Vernay       | Audi RS 3 LMS TCR        | Peter Hickman      | BMW S1000RR           | Augusto Farfus     | BMW M6 GT3                |
| 2018 | Dan Ticktum            | Dallara F318-Volkswagen       | Frédéric Vervisch      | Audi RS 3 LMS TCR        | Peter Hickman      | BMW S1000RR           | Augusto Farfus     | BMW M6 GT3                |
| 2018 | Dan Ticktum            | Dallara F318-Volkswagen       | Esteban Guerrieri      | Honda Civic Type-R TCR   | Peter Hickman      | BMW S1000RR           | Augusto Farfus     | BMW M6 GT3                |
| 2019 | Richard Verschoor      | Dallara F3 2019-Mecachrome    | Yvan Muller            | Lynk & Co 03 TCR         | Michael Rutter     | Honda RC213V-S        | Raffaele Marciello | Mercedes-Benz AMG GT3     |
| 2019 | Richard Verschoor      | Dallara F3 2019-Mecachrome    | Yvan Muller            | Lynk & Co 03 TCR         | Michael Rutter     | Honda RC213V-S        | Raffaele Marciello | Mercedes-Benz AMG GT3     |
| 2019 | Richard Verschoor      | Dallara F3 2019-Mecachrome    | Andy Priaulx           | Lynk & Co 03 TCR         | Michael Rutter     | Honda RC213V-S        | Raffaele Marciello | Mercedes-Benz AMG GT3     |
|      | Fórmula 4              |                               |                        |                          |                    |                       |                    |                           |
| 2020 | Hon Chio Leong         | Mygale M14-F4-SARL            | Robert Huff            | MG6 TCR                  | No se disputó      | No se disputó         | Ye Hongli          | Mercedes-Benz AMG GT3     |
| 2020 | Hon Chio Leong         | Mygale M14-F4-SARL            | Jason Zhang Zhi Qiang  | Lynk & Co 03 TCR         | No se disputó      | No se disputó         | Ye Hongli          | Mercedes-Benz AMG GT3     |
| 2021 | Hon Chio Leong         | Mygale M14-F4-SARL            | Ma Qing Hua            | Lynk & Co 03 TCR         | No se disputó      | No se disputó         | Darryl O'Young     | Mercedes-Benz AMG GT3     |
| 2021 | Hon Chio Leong         | Mygale M14-F4-SARL            | Jason Zhang Zhi Qiang  | Lynk & Co 03 TCR         | No se disputó      | No se disputó         | Darryl O'Young     | Mercedes-Benz AMG GT3     |
| 2022 | Wing Chung Chang       | Mygale M14-F4-SARL            | Filipe de Souza        | Audi RS 3 LMS TCR        | Erno Kostamo       | BMW S1000RR           | Maro Engel         | Mercedes-Benz AMG GT3     |
| 2022 | Wing Chung Chang       | Mygale M14-F4-SARL            | Filipe de Souza        | Audi RS 3 LMS TCR        | Erno Kostamo       | BMW S1000RR           | Maro Engel         | Mercedes-Benz AMG GT3     |
|      | Fórmula 3              |                               |                        |                          |                    |                       |                    |                           |
| 2023 | Luke Browning          | Dallara F3 2019-Mecachrome    | Norbert Michelisz      | Hyundai Elantra N TCR    | Peter Hickman      | BMW M1000RR           | Raffaele Marciello | Mercedes-Benz AMG GT3     |
| 2023 | Luke Browning          | Dallara F3 2019-Mecachrome    | Frédéric Vervisch      | Audi RS 3 LMS TCR (2021) | Peter Hickman      | BMW M1000RR           | Raffaele Marciello | Mercedes-Benz AMG GT3     |
|      | Fórmula Regional       |                               |                        |                          |                    |                       |                    |                           |
| 2024 | Ugo Ugochukwu          | Tatuus F.3 T-318-Autotechnica | Norbert Michelisz      | Hyundai Elantra N TCR    | Peter Hickman      | BMW M1000RR           | Maro Engel         | Mercedes-Benz AMG GT3     |
| 2024 | Ugo Ugochukwu          | Tatuus F.3 T-318-Autotechnica | Frédéric Vervisch      | Audi RS 3 LMS TCR (2021) | Peter Hickman      | BMW M1000RR           | Maro Engel         | Mercedes-Benz AMG GT3     |

## Constructores con más títulos

### Gran Premio
| Núm. | Constructor     | Victoria | Años                                                |
| ---- | --------------- | -------- | --------------------------------------------------- |
| 1    | Dallara         | 29       | 1988, 1993-2019, 2023                               |
| 2    | Ralt            | 11       | 1975, 1976, 1979, 1980, 1982-1985, 1987, 1989, 1991 |
| 3    | Lotus           | 6        | 1961-1964, 1965, 1967                               |
| 4    | Mygale          | 3        | 2020-2022                                           |
| 5    | McLaren         | 2        | 1968, 1971                                          |
| 5    | Brabham         | 2        | 1972-1973                                           |
| 5    | Chevron         | 2        | 1977-1978                                           |
| 5    | Reynard         | 2        | 1986, 1990                                          |
| 5    | Mercedes-Benz   | 2        | 1956, 1957                                          |
| 5    | Jaguar          | 2        | 1959, 1960                                          |
| 11   | Alpine-Renault  | 1        | 1966                                                |
| 11   | Mildres Waggott | 1        | 1969                                                |
| 11   | BMW             | 1        | 1970                                                |
| 11   | Hayashi         | 1        | 1981                                                |
| 11   | TOM'S           | 1        | 1992                                                |
| 11   | Triumph         | 1        | 1954                                                |
| 11   | Austin-Healey   | 1        | 1955                                                |
| 11   | Aston Martin    | 1        | 1958                                                |
| 11   | Tatuus          | 1        | 2024                                                |

### Carreras de soporte

#### GT
| Núm. | Constructor   | Victoria | Años                        |
| ---- | ------------- | -------- | --------------------------- |
| 1    | Mercedes-Benz | 9        | 2014, 2015, 2017, 2019-2024 |
| 2    | Audi          | 4        | 2011, 2012, 2013, 2016      |
| 3    | Lamborghini   | 2        | 2009, 2010                  |
| 4    | Porsche       | 1        | 2008                        |
| 4    | BMW           | 1        | 2018                        |

#### Turismos
| Núm. | Constructor | Victoria | Años |
| ---- | ----------- | -------- | --- |
| 1    | BMW         | 21       | 1980, 1981, 1983, 1986, 1987, 1988, 1991, 1992, 1993, 1994, 1997, 1998, 2000, 2001, 2002, 2003, 2004, 2005, 2006 (1), 2006 (2), 2007 (2) |
| 2    | Chevrolet   | 10       | 2007 (1), 2008 (1), 2008 (2), 2009 (1), 2010 (1), 2011 (1), 2011 (2), 2012 (1), 2012 (2), 2013 (1)                                       |
| 3    | Toyota      | 5        | 1973, 1974, 1975, 1977, 1978 |
| 4    | Audi        | 4        | 1996, 1999, 2018 (1), 2018 (2) |
| 4    | Honda       | 4        | 2015 (1), 2016 (2), 2018 (3), 2024 |
| 5    | Porsche     | 3        | 1976, 1979, 1982 |
| 5    | Seat        | 3        | 2010 (2), 2013 (2), 2015 (2) |
| 5    | Citroën     | 3        | 2014 (1), 2017 (1), 2017 (2) |
| 5    | Lynk & Co   | 3        | 2019 (1), 2019 (2), 2019 (3) |
| 10   | MINI        | 1        | 1972 |
| 10   | Jaguar      | 1        | 1984 |
| 10   | Volvo       | 1        | 1985 |
| 10   | Ford        | 1        | 1989 |
| 10   | Nissan      | 1        | 1990 |
| 10   | Alfa Romeo  | 1        | 2005 (1) |
| 10   | Lada        | 1        | 2014 (2) |
| 10   | Volkswagen  | 1        | 2016 (1) |